# Hypohippus

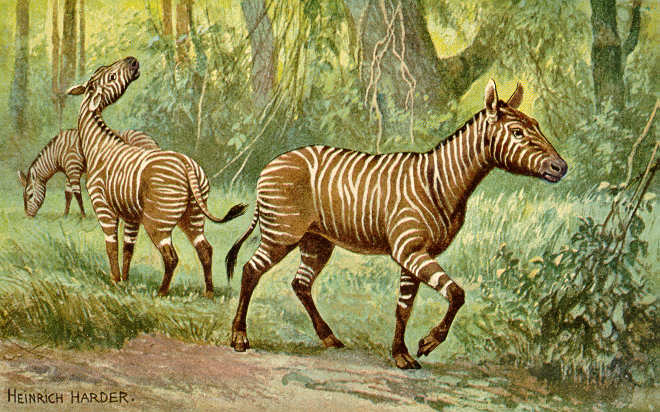
Reconstituição de um grupo de Hypohippus.

O Hypohippus é um gênero de cavalo que viveu na América do Norte durante o Mioceno, a 40 mil anos atrás.
1. ↑  «Uma breve história da evolução do ser equino - Cavalus». 14 de janeiro de 2020. Consultado em 17 de julho de 2023